# Улрих X фон Регенщайн-Бланкенбург
Улрих X фон Регенщайн-Бланкенбург или XI или Млади (на немски: Ulrich X von Regenstein-Blankenburg; Ulrich XI; der Jüngere; * 1499; † 22 март 1551) е граф на Регенщайн и Бланкенбург в Харц.
Той е син на граф Улрих IX фон Регенщайн-Бланкенбург († 1524) и на графиня Анна фон Хонщайн († 1539), дъщеря на граф Йохан I фон Хонщайн-Фирраден († 1498) и принцеса Анна (Агнес) фон Анхалт-Цербст († 1492).
На 19 ноември 1546 г. през нощта неговият дворец в Бланкенбург е подпален. Той се спасява с големи изгаряния, но втората му съпруга бременната графиня Магдалена фон Щолберг умира в пламъците.
Улрих X умира на 22 март 1551 г. и е погребан в Бланкенбург в Харц.

## Фамилия
Улрих X се жени през 1524 г. за графиня Барбара фон Мансфелд (1505 – 1529), дъщеря на граф Ернст II фон Мансфелд-Фордерорт (1479 – 1531) и първата му съпруга Барбара фон Кверфурт (1483 – 1511). Те имат децата:
- Доротея (1525 – 1545), омъжена 1541 г. за Волфганг, граф цу Щолберг-Щолберг (1501 – 1552)
- Ернст I (1528 – 1581), граф на Регенщайн-Бланкенбург, женен на 2 май 1563 за Барбара фон Хонщайн-Фирраден (1525 – 1600)

Улрих X се жени втори път за графиня Магдалена фон Щолберг (* 6 ноември 1511; † 19 ноември 1546), дъщеря на граф Бото фон Щолберг (1467 – 1538) и графиня Анна фон Епщайн-Кьонигщайн (1481 – 1538), и сестра на Юлиана фон Щолберг. Те имат децата:
- Бодо II (1531 – 1594), граф на Регенщайн-Бланкенбург, женен за Катарина фон Шварцбург (1530 – 1568) и за Анна фон Шьонбург-Глаухау (1552 – 1569)
- Каспар Улрих XI (1534 – 1575), женен за Катарина Агата фон Путбус († 1607)
- Анна (1533)
- Мария (1535 – 1618), омъжена за Мартин, граф фон Хонщайн-Фирраден (1524 – 1609)
- Магдалена (1538 – 1607), омъжена на 29 февруари 1568 г. за граф Фолкмар Волфганг фон Хонщайн (1512 – 1580)
- Елизабет (1542 – 1584)